# Macquarie Rivulet
Macquarie Rivulet är ett vattendrag i Australien. Det ligger i delstaten New South Wales, i den sydöstra delen av landet, omkring 85 kilometer sydväst om delstatshuvudstaden Sydney.
Trakten runt Macquarie Rivulet består till största delen av jordbruksmark. Genomsnittlig årsnederbörd är 1 352 millimeter. Den regnigaste månaden är februari, med i genomsnitt 211 mm nederbörd, och den torraste är juli, med 36 mm nederbörd.